# Fabiano Parisi
Fabiano Parisi (* 9. November 2000 in Solofra) ist ein italienischer Fußballspieler. Der linke Verteidiger steht aktuell beim AC Florenz unter Vertrag.

## Karriere

### In den Vereinsmannschaften
Parisi wechselte 2018 zunächst leihweise von Benevento Calcio zur Calcio Avellino SSD, mit der er als Stammspieler die Meisterschaft in der Serie D feiern konnte. Avellino verpflichtete ihn daraufhin dauerhaft und erreichte in der Spielzeit 2019/20 einen zehnten Platz und damit den Klassenerhalt. Er wechselte im Sommer 2020 zum Zweitligisten FC Empoli, mit der er direkt die Meisterschaft in der Saison 2020/21 feiern konnte. In der darauffolgenden Spielzeit 2021/22 gelang Empoli der souveräne Klassenerhalt.
Im Juli 2023 wechselte er zur Saison 2023/24 zur AC Florenz.

### In der Nationalmannschaft
Parisi wurde 2021 erstmals für die U21-Auswahl Italiens nominiert. Sein Debüt feierte er am 16. November 2021 im Freundschaftsspiel gegen Rumänien. Bis Sommer 2023 kam er zu insgesamt elf Einsätzen für die Azzurrini, davon drei bei der U21-Europameisterschaft 2023, ehe die Mannschaft nach der Gruppenphase ausschied.
Im November 2022 wurde er von Roberto Mancini erstmals in das Aufgebot der italienischen A-Nationalmannschaft für die beiden Testspiele gegen Albanien und Österreich nachnominiert, kam dort aber nicht zum Einsatz und wurde danach bisher auch nicht mehr nominiert.

## Erfolge
- Meister der Serie D: 2018/19
- Meister der Serie B: 2020/21